# Xyloperthodes collarti
Xyloperthodes collarti är en skalbaggsart som beskrevs av Pierre Lesne 1935. Xyloperthodes collarti ingår i släktet Xyloperthodes och familjen kapuschongbaggar. Inga underarter finns listade i Catalogue of Life.